# Bolas

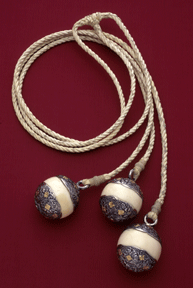
Bolas

Bolas (bola) – broń myśliwska miotana, złożona z dwóch lub więcej kul (metalowych, kamiennych, drewnianych czy skórzanych wypełnionych obciążeniem), połączonych cięgnem (rzemieniem, sznurem). Używana przez Inuitów (Eskimosów) i Indian Ameryki Południowej do ogłuszania poprzez uderzenie kulami, pętania kończyn lub duszenia w wyniku owinięcia cięgnem.